# James Johnson Sweeney
James Johnson Sweeney (Brooklyn, 1900 – Manhattan, 1986) fue un conservador, crítico y escritor sobre arte moderno estadounidense. 

## Biografía
Sweeney se graduó por la Universidad de Georgetown en 1922. Entre 1935 y 1946, fue conservador del Museo de Arte Moderno de Nueva York (MoMA).  Posteriormente fue el segundo director del Museo Solomon R. Guggenheim, entre 1952 y 1960. Durante su mandato, expandió el alcance de la colección con obras y esculturas expresionistas abstractas, estableciendo el programa de préstamos a largo plazo en 1953. También fue el creador de los premios Guggenheim International en 1956. Involucrado parcialmente en la construcción del edificio de Frank Lloyd Wright, con quien tuvo una relación tempestuosa.  Posteriormente, durante la década de 1960, ejerció como consultor en la Galería Nacional de Australia.  Sweeney murió el 14 de abril de 1986 en Manhattan. 